# Banach-algebra
In de functionaalanalyse, een tak van de wiskunde, is een banach-algebra een complexe banachruimte waarop een geschikte "samenstelling" of "vermenigvuldiging" van vectoren is gedefinieerd.

## Definitie
Een banach-algebra is een structuur die bestaat uit een banachruimte {\displaystyle B} en een bewerking {\displaystyle *} die van de onderliggende vectorruimte een associatieve algebra met eenheidselement (neutraal element) maakt, en die op de volgende wijze compatibel is met de norm:
{\displaystyle \forall x,y\in B:\|x*y\|\leq \left\|x\right\|\left\|y\right\|}

## Voorbeelden
De definitie is geïnspireerd door de collectie {\displaystyle L(B)} van alle begrensde (=continue) lineaire transformaties van een banachruimte {\displaystyle B}. Deze collectie is op canonieke wijze een vectorruimte over hetzelfde getallenlichaam als {\displaystyle B}, en krijgt als norm
{\displaystyle \|T\|=\sup \left\{\left\|Tx\right\||x\in B,\left\|x\right\|=1\right\}}
Deze genormeerde vectorruimte is volledig, dus {\displaystyle L(B)} is eveneens een banachruimte. De samenstelling van lineaire transformaties maakt er een banach-algebra van. Het eenheidselement is de identieke transformatie {\displaystyle x\mapsto x}.
In het bijzondere geval {\displaystyle B=\mathbb {C} ^{n}} is {\displaystyle L(B)} de algebra der complexe {\displaystyle n\times n}-matrices.
Een ander belangrijk voorbeeld is de ruimte van alle continue begrensde complexwaardige functies op een topologische ruimte {\displaystyle (X,{\mathcal {T}})}. Deze vormt een banachruimte voor de supremumnorm
{\displaystyle \left\|f\right\|_{\infty }=\sup \left\{\left|f(x)\right||x\in X\right\}}
De puntsgewijze vermenigvuldiging van functies maakt er een commutatieve banach-algebra van. Het eenheidselement is de constante functie {\displaystyle x\mapsto 1}.
Meestal eist men dat de topologische ruimte {\displaystyle (X,{\mathcal {T}})} compact is. De voorwaarde "begrensd" is dan een gevolg van "continu". In het bijzonder geval dat {\displaystyle X} bestaat uit een eindig aantal punten met de discrete topologie, ontstaat de banach-algebra {\displaystyle \mathbb {C} ^{n}} met de coördinaatsgewijze vermenigvuldiging.
De banachruimte {\displaystyle L^{1}(\mathbb {R} )} der complexwaardige integreerbare functies op de reële getallen (zie Lp-ruimte), uitgerust met het convolutieproduct
{\displaystyle (f*g)(x)=\int _{-\infty }^{+\infty }f(t)g(x-t)\,\mathrm {d} t}
voldoet aan alle voorwaarden van een banach-algebra, behalve dat er geen eenheidselement bestaat. Er bestaat echter wel een technisch handigheidje om aan {\displaystyle L^{1}} kunstmatig een eendimensionale ruimte met een eenheidselement toe te voegen, bijvoorbeeld in de vorm van de dirac-maat.

## Spectrum
Het spectrum van een vector {\displaystyle x} is de verzameling complexe getallen {\displaystyle \lambda } waarvoor {\displaystyle (x-\lambda )} geen invers element heeft ten opzichte van de vermenigvuldiging van vectoren.

### Voorbeelden
In de commutatieve banach-algebra der continue functies op een compacte topologische ruimte, bestaat het spectrum van een functie uit haar waardenbereik Ran({\displaystyle f}).
In de banach-algebra der complexe {\displaystyle n\times n}-matrices is het spectrum van een matrix de verzameling van zijn eigenwaarden.

## Functionele calculus in banach-algebra's
Het bestaan van een vermenigvuldiging van vectoren maakt het mogelijk machtreeksen te bestuderen. Zo komt men tot het begrip van een holomorfe vectorwaardige functie. In het bijzonder heeft het zin te spreken van de exponentiële functie van een banach-algebra:
{\displaystyle \exp(x)=\sum _{n=0}^{\infty }{x^{n} \over n!}}
Hier wordt met {\displaystyle x^{n}} het product van {\displaystyle n} factoren {\displaystyle x} bedoeld. De reeks convergeert in de norm van de banach-algebra voor iedere willekeurige vector {\displaystyle x}.
De identiteit {\displaystyle \exp(x+y)=\exp(x)*\exp(y)} is evenwel slechts gegarandeerd als {\displaystyle x} en {\displaystyle y} commuteren, d.w.z: 
{\displaystyle x*y=y*x}
In het algemeen kan men een betekenis verlenen aan {\displaystyle \phi (x)} voor elke complexe functie {\displaystyle \phi } die holomorf is op een open omgeving van het spectrum van {\displaystyle x}. Dit is een voorbeeld van een functionele calculus: de definitie van een getallenfunctie uitbreiden tot meer algemene objecten, in dit geval vectoren van een banach-algebra.